# Wizards and Warriors
Wizards and Warriors est un jeu vidéo de plates-formes développé par Rare et édité sur Nintendo Entertainment System par Acclaim Entertainment en décembre 1987 en Amérique du Nord, et en janvier 1990 en Europe. Le jeu est également publié au Japon par Jaleco en 1988 sous le titre Densetsu no Kishi Elrond. C’est le deuxième jeu développé pour la NES par le studio Rare après Slalom.
Dans le jeu, le joueur incarne le guerrier Kuros dans sa quête pour vaincre le sorcier démoniaque Malkil qui retient captive une princesse dans son château de la forêt d’Elrond. Pour cela, le joueur doit traverser des  forêts, des tunnels et des souterrains en combattant des monstres et en évitant des pièges. À sa sortie, le jeu est très bien accueilli par la presse spécialisée qui salue ses graphismes, ses effets sonores, sa difficulté et son système de jeu.
Les personnages principaux du jeu, Kuros et Malkil, ont fait une apparition dans la série d’animation The Power Team,, et le jeu est adapté en roman pour la série Worlds of Power créée par Seth Godin.
Wizards and Warriors compte trois suites : Ironsword: Wizards and Warriors II, Wizards and Warriors III: Kuros: Visions of Power et Wizards and Warriors X: Fortress of Fear.